# Bettongia
Bettongia é um gênero de marsupial da família Potoroidae. Estes marsupiais são comummente chamados ratos-canguru.

## Espécies
- †Bettongia moyesi Flannery & Archer, 1987
- †Bettongia pusilla McNamara, 1997
- Bettongia penicillata Gray, 1837
- Bettongia tropica Wakefield, 1967
- Bettongia gaimardi (Desmarest, 1822)
- Bettongia lesueur (Quoy & Gaimard, 1824)